# LOVE CYCLE (絢香のアルバム)
『LOVE CYCLE』(ラブ・サイクル)は日本の女性シンガーソングライター絢香の6枚目のオリジナル・アルバム
。2022年2月1日にA stAtionから発売された。

## 解説
オリジナル・アルバムとしては2018年の『30 y/o』より約3年3ヶ月振りとなる。
本作はありとあらゆる視点から愛を描いた楽曲で構成されており、絢香のデビュー15周年となる2月1日に発売されている。
また、本作は絢香曰く、新型コロナウイルスによる影響を受け、自宅で過ごす時間が長くなる中「愛するものの存在の大きさをこれまで以上に感じた経験が作品のコンセプトに影響を与えた」と語っている。
本作のタイトルの意味は直訳で『愛の循環』と言う意味合いになるが、絢香はこれに関して「どんな人にも遅かれ早かれ、向き合わなければならない過去、守るべき未来が必ずある。その全てに愛を持ちながら立ち向かえたら循環良く回るようになっていく。自分もその流れに乗れるのではないか？との想いを込めてこのタイトルに決めました。」と語っている。
本作に収録されている楽曲の大半はデジタル・シングルやDVDシングルとして発売された楽曲で占められており、純粋なアルバム曲は2曲のみの構成となった。
本作はCDのみ、2CD+DVD盤、2CD+DVDファンクラブ限定盤の3形態での発売となっており、Disc.2にはYouTubeにて公開されたデビュー15周年記念セッション企画『Room session』にて披露された音源が収録された。

## 収録曲

### Disc.1 (CD)
- 全曲作詞・作曲：絢香 (特記を除く)、全編曲：河野圭 (特記を除く)

1. もっといい日に (4:05)
10thデジタル・シングル
2. キンモクセイ (4:29)
14thデジタル・シングル
3. Blue Moon (5:14)
12thデジタル・シングル
編曲：UTA
PlayStation 4『テイルズ オブ アライズ』グランドテーマ
4. Victim of Love feat.Taka (3:55)
作詞：Taka / 作曲：絢香 / 編曲：UTA
15thデジタル・シングル
5. 希望のゆらぎ (3:38)
6. 道しるべ (3:41)
8thデジタル・シングル
earth music & ecology「服という商品は。～ニンビン篇・ハノイ篇・ベトナム篇～」CMソング
7. ねがいぼし feat.三浦大知 (5:44)
作詞：絢香、三浦大知 / 作曲：絢香
絢香×三浦大知の2ndコラボレーション・シングル
8. Xmas Santa (3:59)
編曲：UTA
9thデジタル・シングル
9. Tender Love (4:01)
編曲：UTA
11thデジタル・シングル
中外製薬タイアップソング
10. 百年十色 (4:46)
後にビデオ・クリップが制作され、DVDシングルとして発売が成された。
映画『ペルセポネーの泪』主題歌
11. Love for everyone (3:43)

### Disc.2 (CD)
1. I believe -Room session-
2. にじいろ -Room session-
3. THIS IS THE TIME -Room session-
4. Blue Moon -Room session-
5. もっといい日に -Room session-
6. おかえり -Room session-
7. キンモクセイ at church -Room session-
8. ツヨク想う -Room session-
9. あいことば -Room session-

### Disc.3 (DVD)
1. もっといい日に Lyric Video
2. キンモクセイ Music Video
3. Blue Moon Lyric Video
4. Victim of Love feat. Taka Music Video
5. Making Video - Victim of Love feat. Taka
6. ねがいぼし Music Video
7. Xmas Santa Lyric Video
8. キンモクセイ at church -Room session-
9. Blue Moon -Room session-
10. Making Video - Room session
11. 三日月 -Room session-